# Brigaden i Sverige
Brigaden i Sverige er en film instrueret af Astrid Henning-Jensen efter manuskript af Bjarne Henning-Jensen.

## Handling
Optagelser af træningen før krigens afslutning.